# Medalha Stuart Ballantine
A Medalha Stuart Ballantine (em inglês:  Stuart Ballantine Medal) foi um prêmio de ciência e engenharia concedido pelo Instituto Franklin. Homenageia o inventor estadunidense Stuart Ballantine.

## Recipientes
- 1947 - George Clark Southworth (Física)
- 1948 - Raymond Davis Kell (Engenharia)
- 1949 - Sergei Alexander Schelkunoff (Física)
- 1952 - John Bardeen (Física)
- 1952 - Walter Houser Brattain (Física)
- 1953 - David G. C. Luck (Engenharia)
- 1954 - Kenneth Alva Norton (Engenharia)
- 1955 - Claude Shannon (Computação e ciência cognitiva)
- 1956 - Kenneth Bullington (Física)
- 1957 - Robert Morris Page (Engenharia)
- 1957 - Leo Clifford Young (Engenharia)
- 1958 - Harald Trap Friis (Engenharia)
- 1959 - Albert Hoyt Taylor (Engenharia)
- 1959 - Charles Hard Townes (Física)
- 1960 - Rudolf Kompfner (Engenharia)
- 1960 - Harry Nyquist (Engenharia)
- 1960 - John Robinson Pierce (Engenharia)
- 1961 - Leo Esaki (Engenharia)
- 1961 - Nicolaas Bloembergen (Física)
- 1961 - Henry Evelyn Derek Scovil (Física)
- 1962 - Ali Javan (Física)
- 1962 - Theodore Harold Maiman (Física)
- 1962 - Arthur Schawlow (Física)
- 1962 - Charles Hard Townes (Física)
- 1963 - Arthur C. Clarke (Engenharia)
- 1965 - Homer Dudley (Engenharia)
- 1965 - Alec Reeves (Engenharia)
- 1966 - Robert Noyce (Computação e ciência cognitiva)
- 1966 - Jack Kilby (Engenharia)
- 1967 - Jack N. James (Engenharia)
- 1967 - Robert J. Parks (Engenharia)
- 1968 - Chandra Kumar Patel (Física)
- 1969 - Emmett Leith (Física)
- 1971 - Zhores Alferov (Física)
- 1972 - Daniel Earl Noble (Engenharia)
- 1973 - Andrew H. Bobeck (Computação e ciência cognitiva)
- 1973 - Willard Boyle (Computação e ciência cognitiva)
- 1973 - George Smith (Computação e ciência cognitiva)
- 1975 - Bernard C. De Loach, Jr. (Engenharia)
- 1975 - Martin Mohamed Atalla (Física)
- 1975 - Dawon Kahng (Física)
- 1977 - Charles Kao (Engenharia)
- 1977 - Stewart E. Miller (Engenharia)
- 1979 - Marcian Hoff (Computação e ciência cognitiva)
- 1979 - Benjamin Abeles (Engenharia)
- 1979 - George D. Cody (Engenharia)
- 1981 - Amos Edward Joel (Engenharia)
- 1983 - Adam Lender (Computação e ciência cognitiva)
- 1986 - Linn F. Mollenauer (Engenharia)
- 1989 - John Madey (Física)
- 1992 - Rolf Landauer (Física)
- 1993 - Leroy Chang (Física)